# ヘンリー・シーボーム

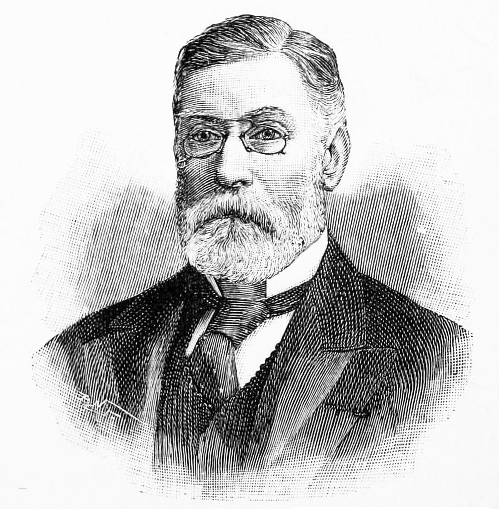
Henry Seebohm

ヘンリー・シーボーム（Henry Seebohm、1832年7月12日 - 1895年11月26日）は、イギリスの製鉄業経営者、アマチュア鳥類学者、鳥卵学（oology）者である。

## 生涯
イギリス、ブラッドフォードで生まれた。父親はドイツのバート・ピルモント出身の羊毛商人で、母親はイギリスの実業家、ウィリアム・トゥーク（William Tuke）の孫である。食品の商売をした後、シェフィールドに移り、製鉄業で働いた。余暇に各地を旅行して鳥類の研究を行った。ギリシャ、北欧、トルコ、南アフリカ、日本やシベリアを旅した。シベリアの旅では、シベリアのエニセイ川を旅し、1875年にはジョン・アレキサンダー・ハービー＝ブラウン（John Alexander Harvie-Brown）とともにヨーロッパ・ロシア北部のペチョラ川を旅した。この旅行から、"Siberia in Europe" (1880) と "Siberia in Asia" (1882)の著書を著し、没後の1901年に『シベリアの鳥類』としてまとめられて出版された。1875年に鳥類学者、ハインリッヒ・ゲートケ（Heinrich Gätke）の住む北海のヘルゴラント島にも旅した。
著書には『イギリスの鳥類誌』（"A History of British Birds" :1883）、『チドリ科の地理的分布』（""The Geographical Distribution of the family Charadriidae" :1887)、 『日本帝国の鳥』("The Birds of the Japanese Empire" :1890)、 『ツグミ科のモノグラフ』（"A Monograph of the Turdidae" :1898)などがある。
センニュウ科のLocustella seebohmiなどに献名されている。

## 著作
- (1901) The birds of Siberia; a record of a naturalist's visits to the valleys of the Petchora and Yenesei. J. Murray. London.
- (1893) Geographical distribution of British birds
- (1890) The birds of the Japanese Empire. R. H. Porter, London.
- (1890) Classification of Birds.  R. H. Porter, London.
- (1888) The geographical distribution of the family Charadriidae, or, The plovers, sandpipers, snipes, and their allies. H. Sotheran. London
- (1883) A history of British birds, with coloured illustrations of their eggs. R. H. Porter. London. Volume 1 Volume 2 Volume 3 Volume 4
- (1880) Siberia in Europe: a visit to the valley of the Petchora, in north-east Russia. J. Murray, London.
- (1880) Contributions to the ornithology of Siberia